# Karl Gregersson (Bjälboättens oäkta gren)
Karl Gregersson till Salsta ägde Salsta i Tensta socken i Norunda härad. Död 1301, son till Gregers Birgersson och sonson till Birger jarl.

## Biografi
1285 nämns Karl Gregersson för första gången i källorna.
Var i juni 1296 gift med Ramborg Israelsdotter (And), dotter till lagmannen i Tiundaland Israel Andersson (And) och Ramfrid Gustavsdotter (Lejon).
1301 stadfäste kung Birger Magnusson ett byte av jord mellan Ambjörn Sixtensson och Karl Gregersson.
Karl Gregersson skrev år 1301 testamente, han dog barnlös före maj 1308, och är begravd i Uppsala domkyrka.